# Балдж ібн-Біхр аль-Кушайрі
Балдж ібн-Біхр аль-Кушайрі (*араб. بَلْج بن بِشْر الْقُشَيْرِيُّ الهَوازِنِيِّ, д/н — 8 серпня 742) — валі Іфрикії у 741—742 роках та Аль-Андалуса у 742 році.

## Життєпис
Належав до клану Бану-Кушайрі. Був очільником племені Кайса. Про дату й місце народження відсутні достеменні дані. У 741 році був у почті свого родича Куйсума ібн-Іяда аль-Касі, якого халіф Хішам I призначив валі Іфрикії. Втім, того ж року Куйсума спрямовано до Палестини. Водночас Балджа ібн-Біхра призначено новим валі Іфрикії. Під час своєї каденції вступив у конфлікт з одним з військовиків — Хабібом ібн Абі-Обейдою аль-Фіхрі. Лише втручання халіфа та Куйсума завадили повноцінним військовим зіткненням.
741 року брав участь у поході проти повсталих берберів Магрибу на чолі із Майсаром аль-Матґарі. Втім у битві при Багбурі (неподалік від сучасного Фесу) війська халіфа зазнали нищівної поразки, стрийко Куйсум загинув, а Балджу вдалося пробитися до Сеути. Тривалий час намагання Балджа ібн-Біхра отримати допомогу від Абд аль-Маліка ібн-Катана, валі Аль-Андалуса, були невдалими. Зрештою останній з огляду на заворушення берберів на півдні Піренеїв уклав союз з Балджем.
Балдж ібн-Біхр у 742 році перебирається до Піренейського півострова, де сприяв придушенню повстання берберів в Медіні-Сидонії та Кордові, а потім в Толедо, завдав поразки у битві при Валі-Саліт. Слідом за цим Абд аль-Малік зажадав від Балджа повернення до Африки. Не бажаючи цього, Балдж ібн-Біхр повстав у Кордові, повалив Абд аль-Маліка ібн-Катана, оголосивши себе новим валі Аль-Андалуса. Це викликало невдоволення впливових родичів ібн-Катана, яких очолили сини Катан і Омейя, що повстали в Сарагосі. Суперники зустрілися у вирішальній битві 6 серпня 742 року при Аква Портора поблизу Кордови, в якій Балдж ібн-Біхр зазнав нищівної поразки й смертельного поранення, від якого помер 8 серпня. Новим валі оголошено Талаба ібн-Салама аль-Амілі.